# Megaleranthis
Megaleranthis saniculifolia
Genre
Famille
Megaleranthis est un genre de plantes à fleurs appartenant à la famille des Ranunculaceae. La seule espèce est Megaleranthis saniculifolia. Son aire de répartition d'origine est la Corée.